# Hiawatha (Utah)

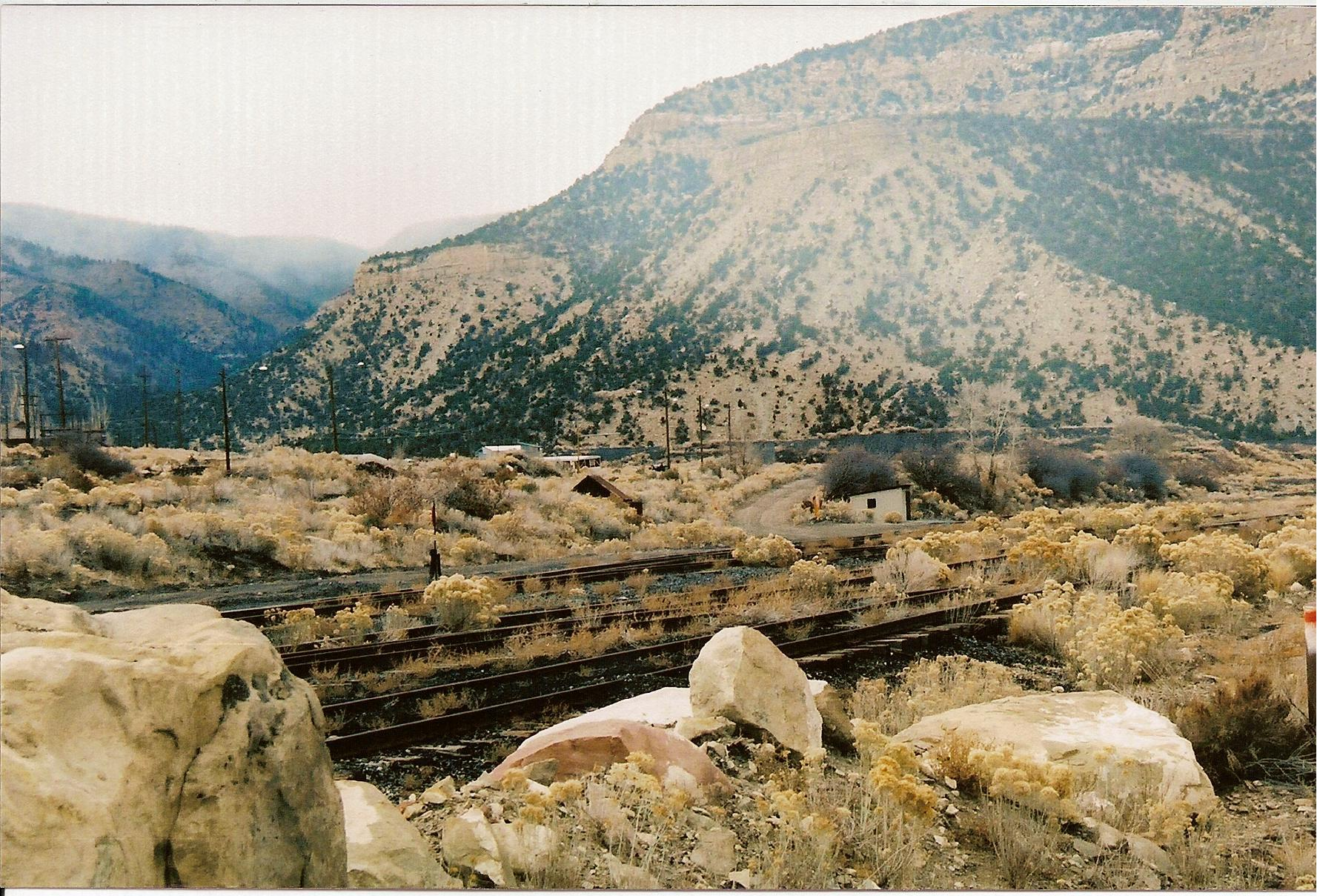
Parte da cidade fantasma de Hiawatha.

Hiawatha era uma cidade mineira do condado de Carbono, no estado de Utah, Estados Unidos. Era uma próspera cidade mineradora com uma população de, aproximadamente, 1.500 habitantes nos anos 1940. O carbono foi descoberto naquela cidade em 1909, construiu-se uma mina, também uma ferrovia, e a cidade foi incorporada em 1911. Depois dos anos 1950, a produção começou a cair e a população foi indo embora. A população caiu dos 439 habitantes de 1960, a 43 habitantes em 1990. A cidade foi desincorporada em 20 de novembro de 1992. Agora é uma cidade fantasma.